# Anhinga
Els anhingues o ocells de coll de serp són un grup d'ocells que comprèn quatre espècies, englobades totes en el gènere Anhinga, únic de la família dels anhíngids (Anhingidae), dins l'ordre dels pelecaniformes o dels suliformes, depenent de l'autor. Una de les espècies es considera amenaçada. El nom d'ocell de coll serp prové del seu coll llarg i estret, que els dona aparença de serp quan neden amb el cos submergit.
Els anhingues són ocells grans, amb plomatge dimòrfic i només parcialment impermeable. En els mascles és negre i marró fosc, amb una cresta erèctil i un bec més gran que les femelles; aquestes presenten un plomatge molt més pàl·lid, especialment al coll i l'abdomen. Els peus, com en tots els pelicaniformes tenen quatre dits totalment membranats; les cames són curtes i situades força enrere.

## Taxonomia
Aquesta família s'ha classificat en un gènere amb quatre espècies:
- Gènere Anhinga.
  - Anhinga americana (Anhinga anhinga).
  - Anhinga asiàtica (Anhinga melanogaster).
  - Anhinga australiana (Anhinga novaehollandiae).
  - Anhinga africana (Anhinga rufa).

Segons la classificació de Clements 6a edició (amb revisions de 2009), melanogaster i novaehollandiae són subespècies d'Anhinga melanogaster.